# Quartier Magon
Le quartier Magon est l'un des éléments du site archéologique de Carthage en Tunisie. Situé en bord de mer, il est fouillé par les archéologues allemands, sous la direction de Friedrich Rakob, dans le cadre de la campagne internationale lancée par l'Unesco.
Le site archéologique consiste en un espace de la cité punique, dont les archéologues ont pu déterminer l'histoire de l'aménagement. L'importance des découvertes a décidé les autorités tunisiennes à aménager et ouvrir aux visiteurs le site qui accueille, outre les vestiges, un petit antiquarium.

## Histoire

Plan actuel des vestiges archéologiques de Carthage, le quartier Magon est sous le numéro 16.

Le quartier était le seul terrain du bord de mer épargné par l'urbanisation de Carthage.
Les fouilles sous la direction de Friedrich Rakob ont mis en évidence une occupation du site du Ve siècle av. J.-C. à l'époque byzantine. Les habitations sont alors modestes et un espace d'environ trente mètres les sépare d'un rempart bordant le rivage. Une rue perpendiculaire au rivage aboutissait à une porte ouverte dans la muraille vers la mer. Au pied du rempart, il y avait une grève.
La muraille semble avoir couru jusqu'au port militaire. La porte de la mer semble avoir existé aux Ve – IIIe siècles av. J.-C. Au IIe siècle av. J.-C., elle est fermée. Un quartier est construit, chaque maison ayant un puits et une citerne.
Après la fouille, les éléments découverts ont été consolidés et mis en valeur, le site étant désormais un petit parc archéologique adjoint de zones d'exposition figurant des maquettes du site, à l'écart des circuits touristiques et donc largement méconnu.
Le 22 janvier 2024, un arrêté en fait un monument classé.

## Description

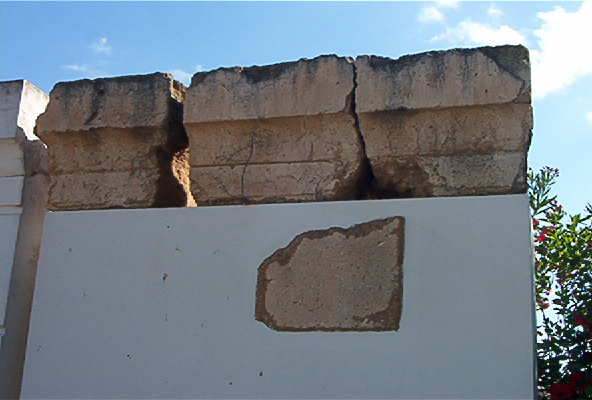
Fragments de la corniche de la muraille dans une restitution à proximité de l'antiquarium.

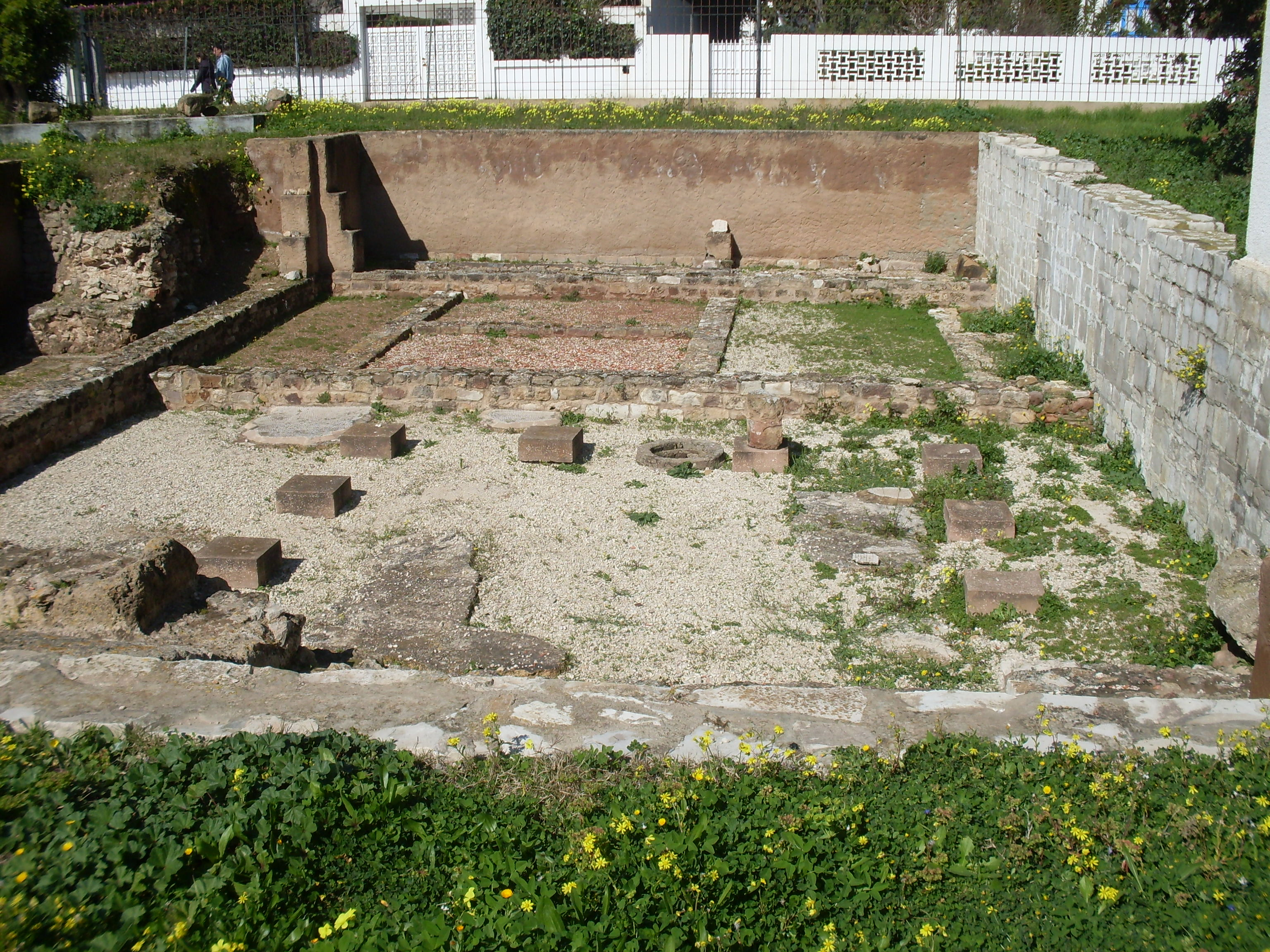
Maison punique à péristyle du quartier Magon.

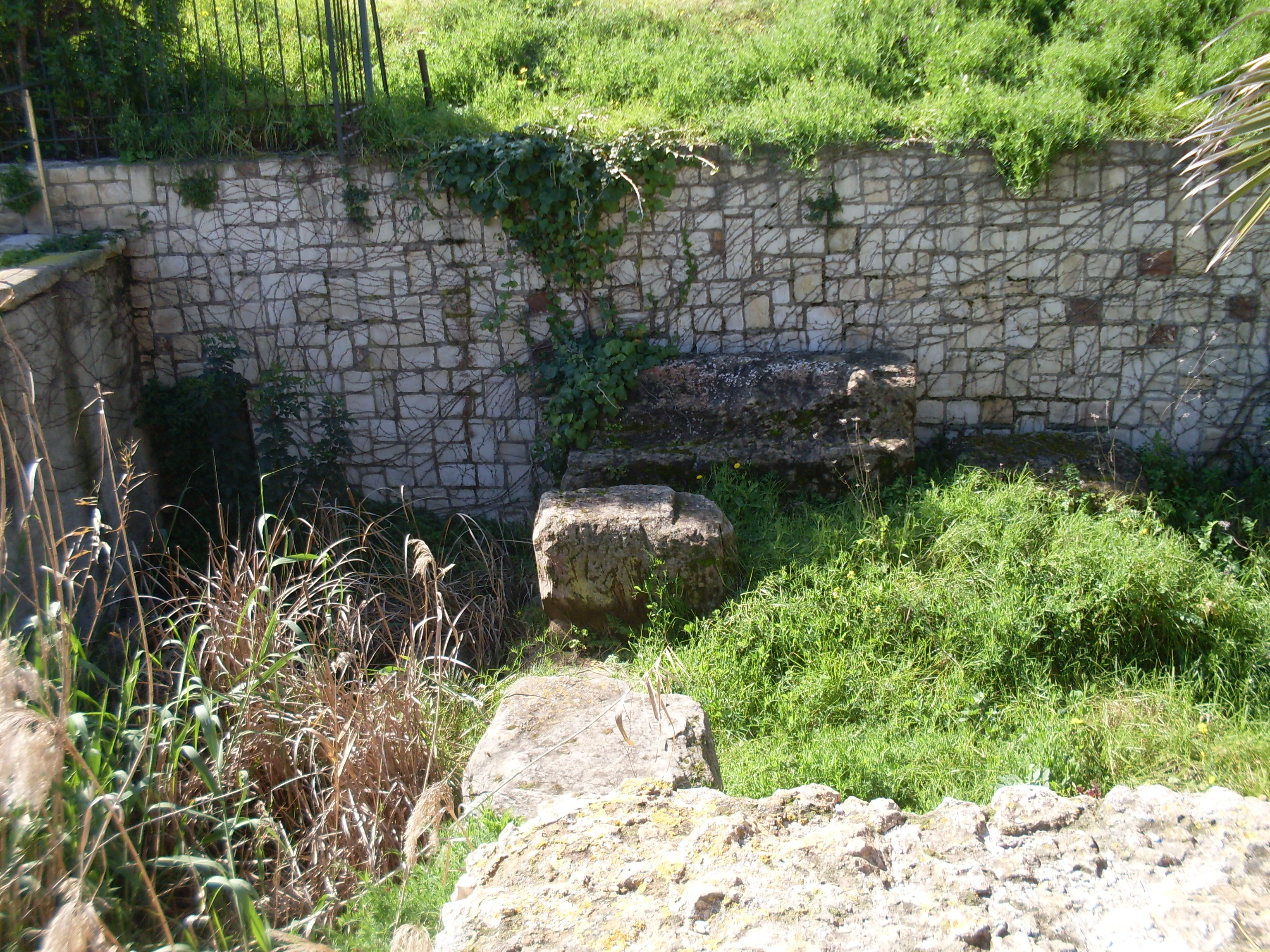
Socle de la muraille punique et brise-lames (fin du).

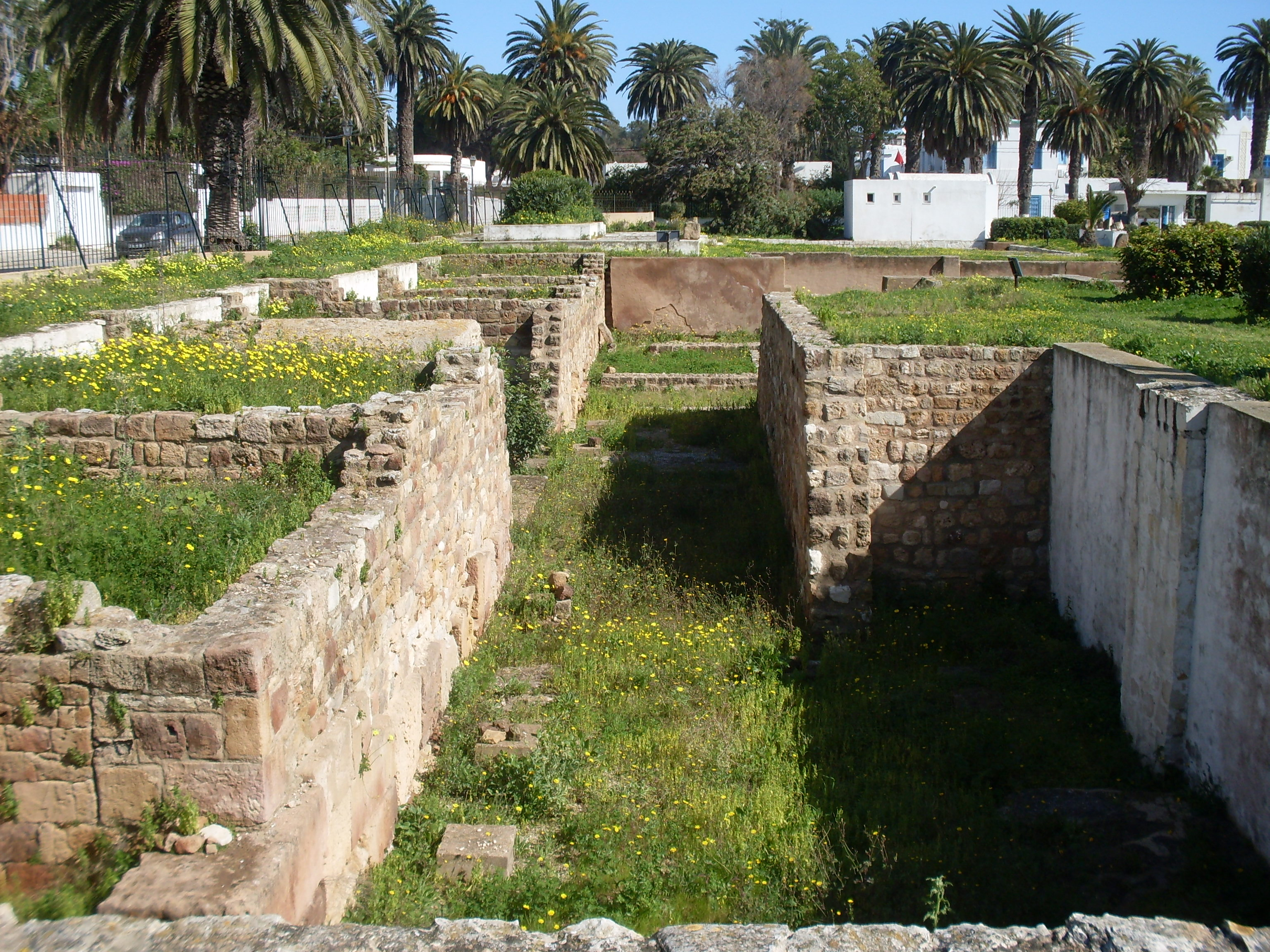
Autre vue du quartier : constructions du quartier d'artisans de l'époque romaine avec une ruelle au milieu, au-dessus des maisons puniques des.

Les fouilleurs ont pu déterminer que, dès le Ve siècle av. J.-C., il existait un urbanisme organisé, avec des rues larges de trois mètres. La porte ouvrant dans la muraille vers la mer était précédée par une voie large de neuf mètres.
Les fouilles ont livré un fragment de la muraille du front de mer de la cité punique daté de la fin du VIe et du début du Ve siècle av. J.-C., dont l'un des blocs de fondation pèse treize tonnes. En outre, l'ouvrage n'était pas dénué d'intentions esthétiques : il mesurait dix coudées de hauteur (environ 5,20 mètres) et était muni de tours et de portes.
Le site a livré aussi un brise-lames ainsi qu'un quartier d'habitation de la même époque. Une riche villa à péristyle des Ve – IVe siècles av. J.-C. a été reconnue, munie d'une cour bordée de colonnes sur trois côtés. Le quartier était conçu selon un plan orthogonal. Les maisons étaient décorées de stuc, de pavements et de mosaïques très colorées, signe de la grande prospérité de la cité punique à l'époque.
Une maison du IIIe siècle av. J.-C. avait une surface supérieure à 1 500 m2, organisée autour d'une cour à portique.
Les archéologues ont pu suivre également l'évolution du quartier durant l'époque romaine, le site étant réoccupé seulement un siècle après la destruction de la ville lors de la troisième guerre punique. Les Romains réutilisent alors les installations puniques, puits et citernes ; de même les ruines fournissent le matériau de construction. Il n'y a pas de changement dans le quartier jusqu'à la fin de l'époque romaine, sauf les reconstructions à la suite d'un tremblement de terre au IVe siècle et la restauration suivant la reconquête byzantine.
Les éléments d'un égout romain sont également visibles, tout comme des éléments romains des Ier et IIe siècles apr. J.-C..

## Antiquarium

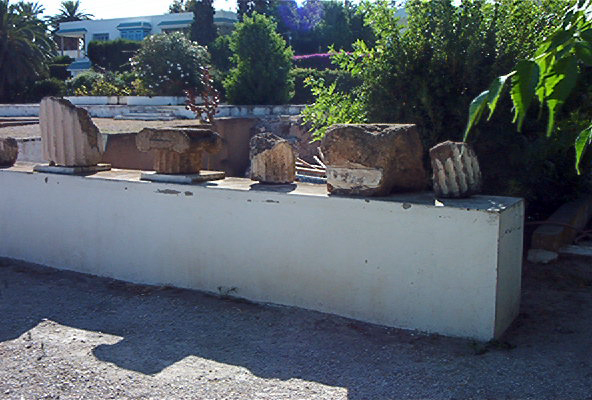
Fragments architecturaux d'époque punique.

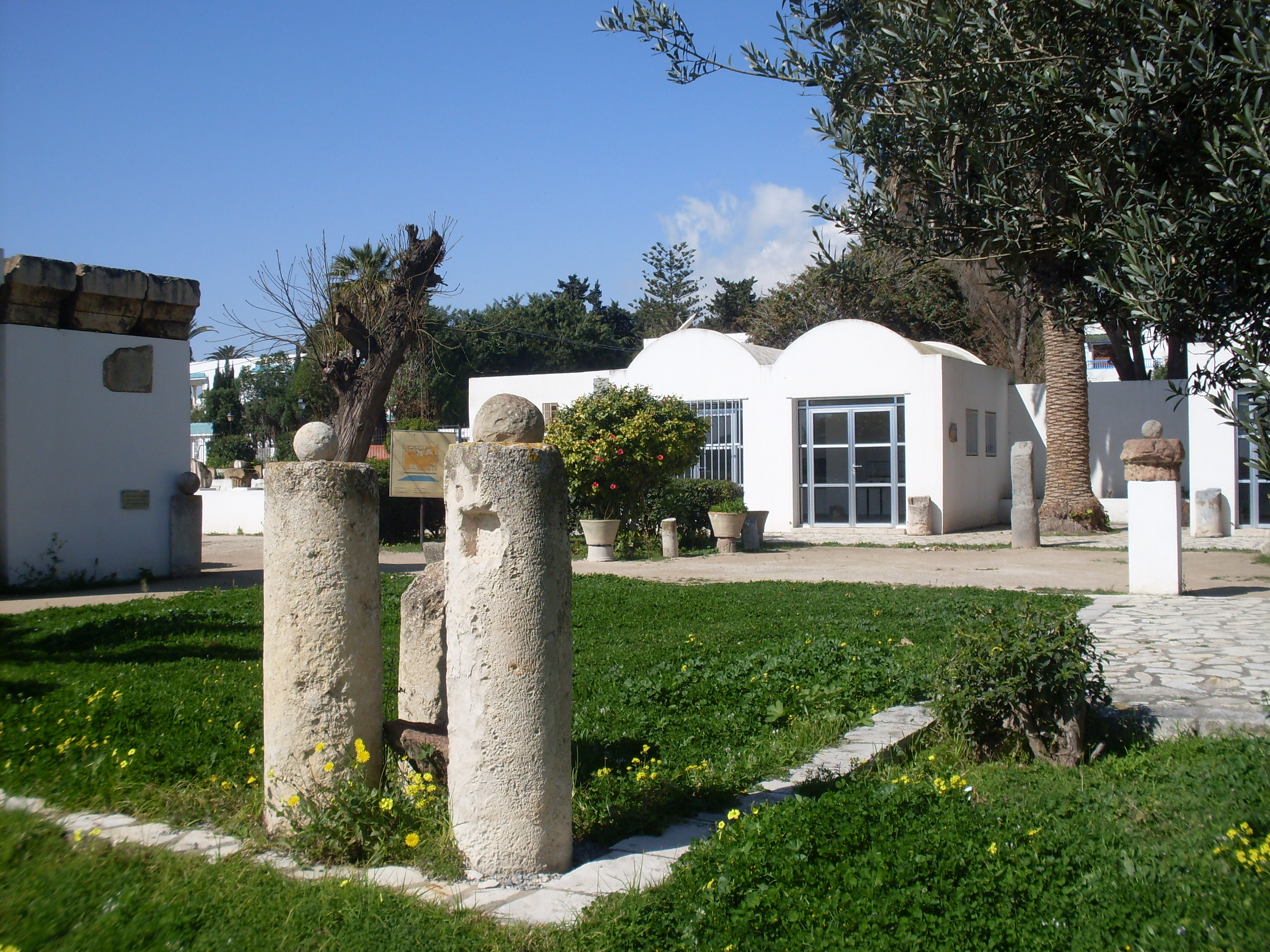
Vue de l'antiquarium.

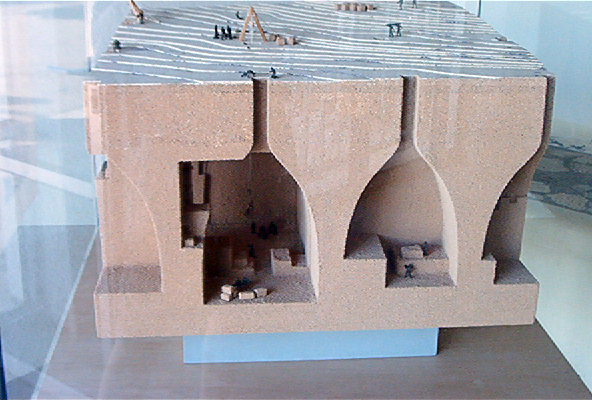
Maquette d'un puits d'extraction de grès d'El Haouaria.

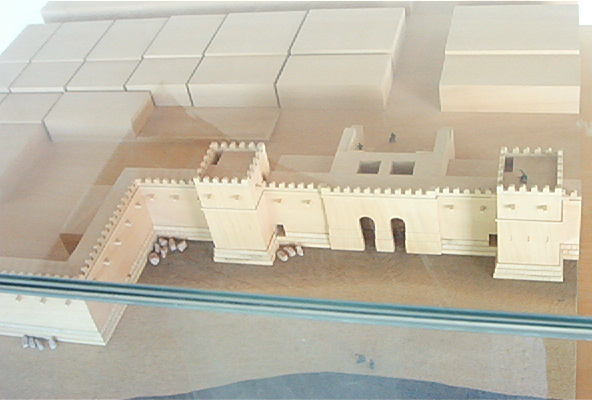
Maquette de la porte de la mer.

L'antiquarium comprend des fragments d'architecture, colonnes et chapiteaux de grès d'El Haouaria stuccés. En outre, des maquettes sont exposées, qui représentent le site à diverses époques ainsi qu'une maquette d'un puits d'extraction de grès à l'époque punique.
Les deux maquettes concernent l'une le quartier aux Ve – IIIe siècles av. J.-C., lorsque la muraille était percée par la porte de la mer et qu'un espace séparait l'habitat de celle-ci, l'autre le quartier au IIe siècle av. J.-C., lorsque la porte a été fermée et que l'habitat s'est rapproché du dispositif de défense et le quartier d'habitation s'est étendu. La maquette du puits d'extraction d'El Haouaria permet de visualiser la façon dont les blocs étaient sortis des carrières.
L'antiquarium comprend en outre des fragments de céramiques découvertes lors des fouilles et des fragments de stucs décoratifs et d'architecture.